# Centre national des indépendants et paysans
Pour les articles homonymes, voir CNI.
Le Centre national des indépendants et paysans (CNIP) est un parti politique français classé à droite de l’échiquier politique. Fondé en 1949, il s’appelle le Centre national des indépendants (CNI) jusqu’en 1951, lorsqu’il absorbe le Parti paysan d'union sociale (PPUS) de Paul Antier ; il intègre peu après le Parti républicain de la liberté (PRL) et l’Action républicaine et sociale (ARS).
Successeur de l’Alliance démocratique, parti incontournable sous la IIIe République, le CNIP entend réunir les courants de la droite non-gaulliste, conservatrice et libérale, hostile au dirigisme des partis de gauche (PCF et SFIO) ou du centre (MRP).
Avec pour figures notables le président de la République René Coty et les présidents du Conseil Antoine Pinay et Paul Reynaud, il est l'un des partis piliers de la IVe République. Soutien du retour de Charles de Gaulle au pouvoir, il rompt dès 1962 avec lui, provoquant la scission des Républicains indépendants autour de Valéry Giscard d'Estaing.
Il s'ensuit un déclin rapide du parti au début des années 1980, qui noue des alliances avec des partis de droite et du centre droit et tente également à plusieurs reprises d'être la passerelle entre la droite et l'extrême droite. Depuis début février 2025, le sortant Bruno North (proche de Reconquête) et Philippe Torre (proche du Rassemblement national) en revendiquent la présidence après une élection contestée,,.

## Historique

### Fondation

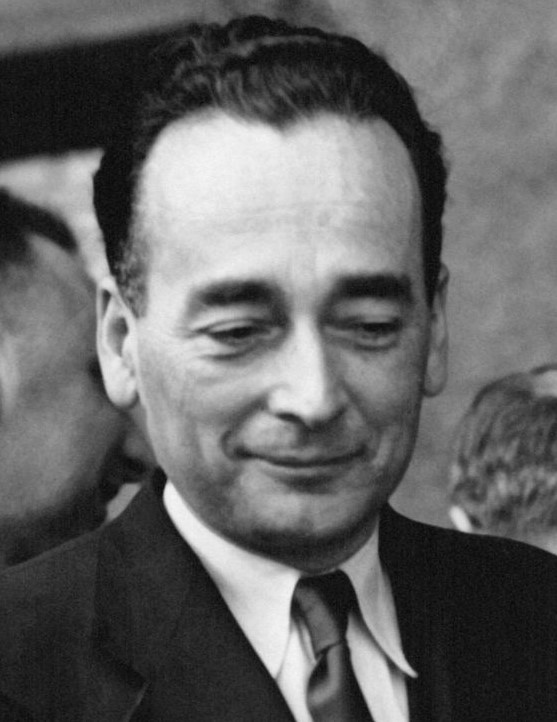
Roger Duchet.

Le CNI est créé à l'initiative de Roger Duchet, sénateur-maire de Beaune (maréchaliste, soutien au régime de Vichy, puis adhérent au Front national à l'approche de la fin de la guerre, il est destitué de son mandat en 1944 par le comité local, mais n'est pas sanctionné par la commission d'épuration du comité départemental), membre du Parti radical avant guerre. En rupture avec les radicaux qui se rapprochent des communistes, il se présente en 1946 comme indépendant aux sénatoriales et devient secrétaire d'un nouveau groupe, réunissant les sénateurs élus sous la même étiquette que lui au Conseil de la République, qu'il entreprit de rapprocher de celui existant à l'Assemblée nationale.
L'annonce de la création du « centre national des Républicains indépendants » est faite par communiqué de presse le 23 juillet 1948, dans la perspective des élections sénatoriales de novembre. Les fondateurs le présentent comme la réunion de « ceux qui entendent conserver leur liberté de vote et ne pas se soumettre à la rigide discipline des partis ». Toutefois, le centre national exercera des fonctions partisanes en accordant des investitures à des candidats et en arbitrant les divergences entre ses membres.
L'objectif politique de la création du CNI est de concurrencer le MRP (centristes et démocrates chrétiens) et contenir l'émergence du RPF (gaullistes). Il s'agit de proposer une offre politique de droite modérée qui refuserait de participer à des coalitions avec la gauche comme le MRP ou l'entrée de communistes au gouvernement comme l'a fait De Gaulle.
Pour les sénatoriales de 1948, le CNRI s'allie aux radicaux (RGR) et parvient par des configurations variables localement à plus que doubler son nombre de sièges, passant de 21 à 44, auxquels s'ajoutent ceux du PRL (10) et des Paysans (16). À la suite des élections, les sénateurs du futur CNI continueront cependant à siéger dans plusieurs groupes : Parti républicain de la liberté (PRL, 1948-1952), les Républicains indépendants (RI) et celui du Centre républicain d'action paysanne et sociale (CRAPS).
Fin novembre ou début décembre, Roger Duchet organise un repas à « La Rôtisserie de la reine Pédauque » avec Robert Sérot, Marcel Roclore, Georges Pernot, René Coty et Jean Boivin-Champeaux où est débattu la forme que pourrait prendre une structure politique prolongeant l'initiative prise en juillet et couronnée de succès aux élections de novembre. Alors que certains défendent la relance de la Fédération républicaine, les participants s'accordent finalement pour confirmer et renforcer le « centre national » avec à sa tête Roger Duchet en tant que secrétaire général.
Les statuts du Centre national des indépendants sont déposés le 31 décembre 1948 (publiés le 6 janvier 1949 au J.O.) par les sénateurs Roger Duchet, René Coty et Jean Boivin-Champeaux.
Le CNI entend rassembler les élus modérés de petites formations parlementaires comme le Parti républicain de la liberté et les Républicains modérés. Comme le PRL, il a par ailleurs « fait dans l'ensemble un discret mais excellent accueil aux anciens vichystes » comme «Jacques Bardoux, Jean de Broglie, Henri Caillemer, Jean Chamant, Marcelle Devaud, Henri Dorgères, Jacques Isorni, Camille Laurens, Jacques Le Roy Ladurie, Eugène Pébellier, Emmanuel Temple ou François Valentin ».

### Parti de gouvernement (1949-1962)
Le 15 février 1951, le CNI devient le Centre national des indépendants et des paysans (CNIP) après l'absorption du Parti paysan d'union sociale (PPUS) de Paul Antier. Le CNIP fédère dès lors plusieurs composantes représentées à son comité directeur : le Centre national des Républicains indépendants (CNRI), le PPUS et l'Union des indépendants (UDI) de Raymond Marcellin auxquelles s'ajouteront en 1954 l'IARS issue du RPF (cf. infra) et l'Alliance démocratique (AD) de Pierre-Étienne Flandin.
Avec 14 % des suffrages aux élections de 1951, le CNIP forme le groupe parlementaire des Républicains indépendants (une partie de ses membres continuent cependant à siéger au sein du groupe « Centre républicain d'action paysanne et sociale et des démocrates indépendants » (CRAPS) qui sera maintenu jusqu'à sa fusion avec les RI en 1956 dans le groupe IPAS). Il joue ensuite un rôle central au cours de la deuxième législature de la IVe République en devenant le premier groupe parlementaire avec l'appoint des 27 députés ARS (dissidents du RPF) qui avaient voté l’investiture de Pinay en mars 1952.

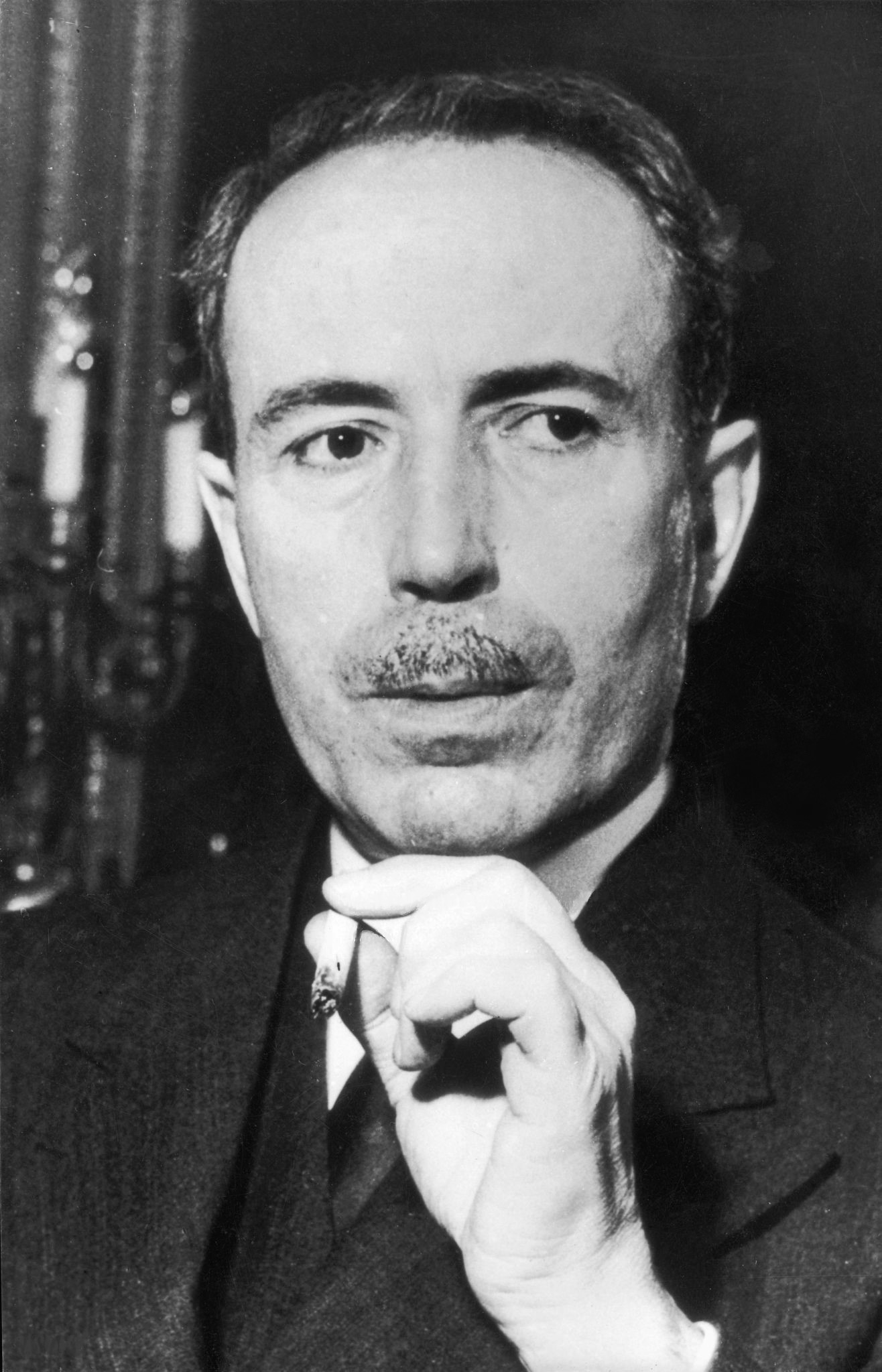
Antoine Pinay, président du Conseil (1952) et l'un des ministres des Finances les plus marquants qu'a connu la France, reste la figure tutélaire du CNIP.

Le CNIP parvient alors à faire cohabiter en son sein des hommes dont les trajectoires sous l'occupation avaient été assez nettement divergentes. Ainsi, il accueille dans son groupe parlementaire Jacques Isorni, ancien résistant, mais aussi ancien avocat du maréchal Pétain en 1945. Antoine Pinay, qui fut brièvement membre du Conseil national du régime de Vichy, et Joseph Laniel, résistant historique, membre du CNR, mais très tôt partisan d'une amnistie effaçant des condamnations de la période dite d'épuration, deviennent présidents du Conseil.

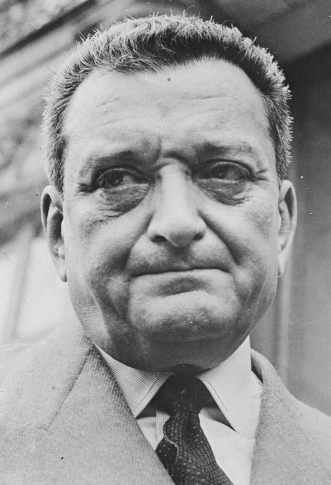
Joseph Laniel, président du Conseil pendant près d'un an en 1953-1954.

En 1953, Antoine Pinay est désigné président d'honneur du CNIP et René Coty est élu président de la République en décembre.
En 1954, le CNIP tient son premier Congrès qui se substitue aux Journées nationales d'études qui étaient organisées depuis sa création.

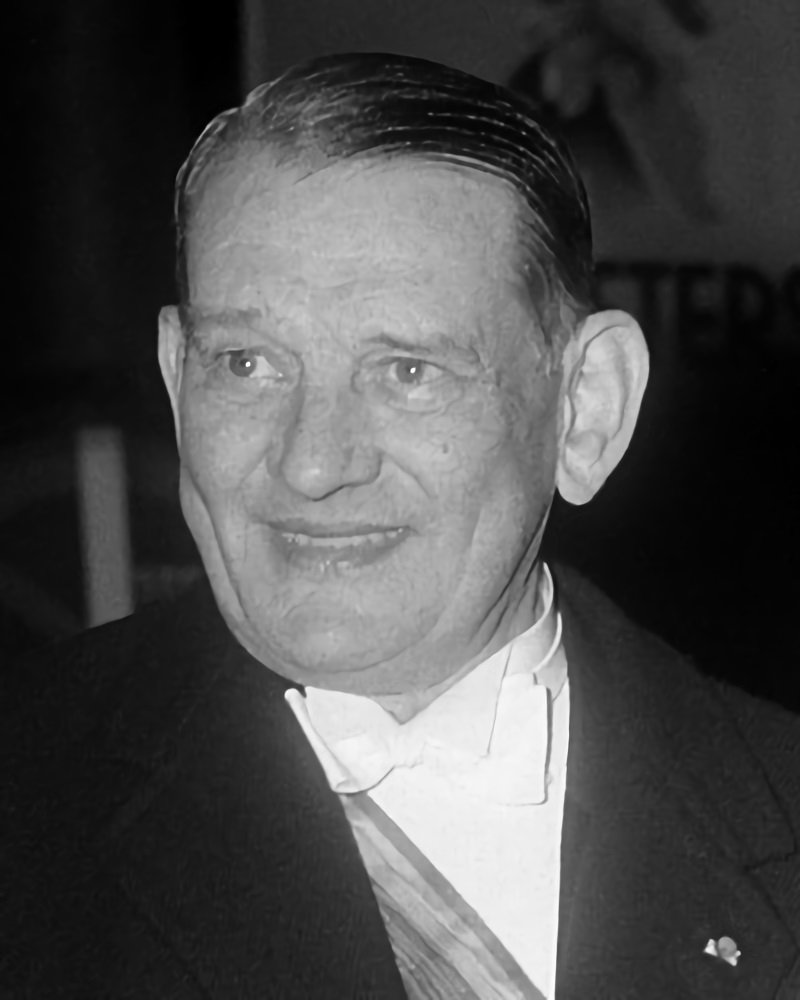
René Coty, fondateur du CNIP et plusieurs fois ministre est élu président de la République en 1953.

Après les élections de 1956, le CNIP dispose de 95 députés, désormais réunis en un groupe unique Indépendants et paysans d'action sociale (IPAS) et devient un parti d'opposition face au Front républicain.
Anti-communiste, socialement conservateur et économiquement libéral, le CNIP est alors largement financé par le patronat et les lobbies agricoles ou coloniaux. En politique étrangère, les positions de la majorité des indépendants sous la IVe République étaient assez voisines (mais plus modérées) de celles du parti démocrate-chrétien MRP : engagement en faveur de l'intégration européenne et de l'alliance atlantique. Le CNIP milite pour l'Algérie française.
Le CNIP a favorisé le retour au pouvoir du général de Gaulle, malgré les réticences initiales de Roger Duchet et contribué à la chute du gouvernement Pierre Pflimlin en se retirant de sa majorité fin mai 1958.
| Année     | Gouvernement | Ministre                                                                                           | Fonctions                                                                                          | Affiliation politique                                                                              |
| --------- | --- | -------------------------------------------------------------------------------------------------- | -------------------------------------------------------------------------------------------------- | -------------------------------------------------------------------------------------------------- |
| 1946      | 28 novembre 1946 : Début de la Ire législature                                                                         | 28 novembre 1946 : Début de la Ire législature                                                     | 28 novembre 1946 : Début de la Ire législature                                                     | 28 novembre 1946 : Début de la Ire législature                                                     |
| 1946      | 3 décembre 1946 : Élection de Vincent Auriol (SFIO) à la présidence de la République (entre en fonction le 16/01/1947) | | | |
| 1946      | NB : Le gouvernement de Léon Blum est exclusivement composé de membres de la SFIO                                      | | | |
| 1947      | Paul Ramadier (1) | Marcel Roclore                                                                                     | ministre d'État                                                                                    | RI                                                                                                 |
| 1947      | Paul Ramadier (1) | Louis Jacquinot                                                                                    | ministre de la Marine                                                                              | RI                                                                                                 |
| 1947      | Paul Ramadier (2) | Marcel Roclore                                                                                     | ministre de l'Agriculture                                                                          | RI                                                                                                 |
| 1947-1948 | Robert Schuman (1) | René Coty                                                                                          | ministre de la Reconstruction et de l’Urbanisme                                                    | RI                                                                                                 |
| 1947-1948 | Robert Schuman (1) | Yvon Coudé du Foresto                                                                              | sous-secrétaire d’État à l’Agriculture                                                             | RI                                                                                                 |
| 1947-1948 | Robert Schuman (1) | Jean Moreau                                                                                        | sous-secrétaire d’État à l’Industrie et au Commerce                                                | PRL                                                                                                |
| 1948      | André Marie | Paul Reynaud                                                                                       | ministre des Finances et des Affaires économiques                                                  | RI                                                                                                 |
| 1948      | André Marie | René Coty                                                                                          | ministre de la Reconstruction et de l’Urbanisme                                                    | RI                                                                                                 |
| 1948      | André Marie | Maurice Petsche                                                                                    | secrétaire d'État aux Finances                                                                     | RASP                                                                                               |
| 1948      | André Marie | Joseph Laniel                                                                                      | secrétaire d'État aux Finances et aux Affaires économiques                                         | PRL                                                                                                |
| 1948      | André Marie | Yvon Coudé du Foresto                                                                              | secrétaire d'État au Ravitaillemant                                                                | RI                                                                                                 |
| 1948      | Robert Schuman (2) | René Coty                                                                                          | ministre de la Reconstruction et de l’Urbanisme                                                    | RI                                                                                                 |
| 1948      | Robert Schuman (2) | Yvon Coudé du Foresto                                                                              | secrétaire d'État au Ravitaillemant                                                                | RI                                                                                                 |
| 1948-1949 | Henri Queuille (1) | Robert Bétolaud                                                                                    | ministre des Anciens combattants et des Victimes de guerre                                         | CNI                                                                                                |
| 1948-1949 | Henri Queuille (1) | Maurice Petsche                                                                                    | secrétaire d'État aux Finances                                                                     | CNI                                                                                                |
| 1948-1949 | Henri Queuille (1) | Antoine Pinay                                                                                      | secrétaire d’État aux Affaires économiques                                                         | CNI                                                                                                |
| 1948-1949 | Henri Queuille (1) | Raymond Marcellin                                                                                  | secrétaire d’État à l’Intérieur                                                                    | CNI                                                                                                |
| 1948-1949 | Henri Queuille (1) | Jean Moreau                                                                                        | secrétaire d’État aux Forces armées                                                                | CNI                                                                                                |
| 1948-1949 | Henri Queuille (1) | Robert Bruyneel                                                                                    | sous-secrétaire d’État à la vice-présidence du Conseil                                             | PRL                                                                                                |
| 1949-1950 | Georges Bidault (2) | Maurice Petsche                                                                                    | ministre des Finances et des Affaires économiques                                                  | CNI                                                                                                |
| 1949-1950 | Georges Bidault (2) | Louis Jacquinot                                                                                    | ministre des Anciens combattants et des Victimes de guerre                                         | CNI                                                                                                |
| 1949-1950 | Georges Bidault (2) | Raymond Marcellin                                                                                  | sous-secrétaire à l'Industrie et au Commerce                                                       | CNI                                                                                                |
| 1949-1950 | Georges Bidault (2) | Paul Ribeyre                                                                                       | sous-secrétaire d'État à la Santé publique et à la Population                                      | Parti paysan                                                                                       |
| 1950      | Georges Bidault (3) | Maurice Petsche                                                                                    | ministre des Finances et des Affaires économiques                                                  | CNI                                                                                                |
| 1950      | Georges Bidault (3) | Jacques Chastellain                                                                                | ministre des Travaux publics et des Transports et Tourisme                                         | CNI                                                                                                |
| 1950      | Georges Bidault (3) | Louis Jacquinot                                                                                    | ministre des Anciens combattants et des Victimes de guerre                                         | CNI                                                                                                |
| 1950      | Georges Bidault (3) | Raymond Marcellin                                                                                  | sous-secrétaire à l'Industrie et au Commerce                                                       | CNI                                                                                                |
| 1950      | Henri Queuille (2) | Paul Reynaud                                                                                       | ministre d'État chargé des relations avec les États associés et des Affaires d'Extrême-Orient      | CNI                                                                                                |
| 1950      | Henri Queuille (2) | Maurice Petsche                                                                                    | ministre des Finances et des Affaires économiques                                                  | CNI                                                                                                |
| 1950      | Henri Queuille (2) | Louis Jacquinot                                                                                    | ministre des Anciens combattants et des Victimes de guerre                                         | CNI                                                                                                |
| 1950      | Henri Queuille (2) | Pierre Montel                                                                                      | secrétaire d'État aux Forces armées (guerre)                                                       | PRL                                                                                                |
| 1950      | Henri Queuille (2) | Paul Antier                                                                                        | secrétaire d'État à l'Agriculture                                                                  | Parti paysan                                                                                       |
| 1950-1951 | René Pleven (1) | Maurice Petsche                                                                                    | ministre des Finances et des Affaires économiques                                                  | CNI                                                                                                |
| 1950-1951 | René Pleven (1) | Antoine Pinay                                                                                      | ministre des Travaux publics, des Transports et du Tourisme                                        | CNI                                                                                                |
| 1950-1951 | René Pleven (1) | Louis Jacquinot                                                                                    | ministre des Anciens combattants et des Victimes de guerre                                         | CNI                                                                                                |
| 1950-1951 | René Pleven (1) | Paul Antier                                                                                        | secrétaire d'État à l'Agriculture                                                                  | Parti paysan                                                                                       |
| 1951      | Henri Queuille (3) | Maurice Petsche                                                                                    | ministre des Finances et des Affaires économiques                                                  | CNIP                                                                                               |
| 1951      | Henri Queuille (3) | Antoine Pinay                                                                                      | ministre des Travaux publics, des Transports et du Tourisme                                        | CNIP                                                                                               |
| 1951      | Henri Queuille (3) | Louis Jacquinot                                                                                    | ministre des Anciens combattants et des Victimes de guerre                                         | CNIP                                                                                               |
| 1951      | Henri Queuille (3) | Paul Antier                                                                                        | secrétaire d'État à l'Agriculture                                                                  | CNIP                                                                                               |
| 1951      | 5 juillet 1951 : Début de la IIe législature                                                                           | | | |
| 1951-1952 | René Pleven (2) | Maurice Petsche                                                                                    | ministre d'État                                                                                    | CNIP                                                                                               |
| 1951-1952 | René Pleven (2) | Joseph Laniel                                                                                      | ministre d'État                                                                                    | CNIP                                                                                               |
| 1951-1952 | René Pleven (2) | Pierre Courant                                                                                     | ministre du Budget                                                                                 | CNIP                                                                                               |
| 1951-1952 | René Pleven (2) | Antoine Pinay                                                                                      | ministre des Travaux publics, des Transports et du Tourisme                                        | CNIP                                                                                               |
| 1951-1952 | René Pleven (2) | Camille Laurens                                                                                    | secrétaire d'État puis ministre de l'Agriculture                                                   | CNIP                                                                                               |
| 1951-1952 | René Pleven (2) | Louis Jacquinot                                                                                    | ministre de la France d'Outre-mer                                                                  | CNIP                                                                                               |
| 1951-1952 | René Pleven (2) | Emmanuel Temple                                                                                    | ministre des Anciens combattants et des Victimes de guerre                                         | CNIP                                                                                               |
| 1951-1952 | René Pleven (2) | Paul Ribeyre                                                                                       | ministre de la Santé publique et de la Population                                                  | CNIP                                                                                               |
| 1951-1952 | René Pleven (2) | Roger Duchet                                                                                       | secrétaire d'État aux Travaux publics puis ministre des PTT                                        | CNIP                                                                                               |
| 1951-1952 | René Pleven (2) | Robert Bruyneel                                                                                    | secrétaire d'État à la présidence du Conseil                                                       | CNIP                                                                                               |
| 1951-1952 | René Pleven (2) | Jacques Gavini                                                                                     | secrétaire d'État à la Marine                                                                      | CNIP                                                                                               |
| 1951-1952 | René Pleven (2) | Pierre Montel                                                                                      | secrétaire d'État à l'Air                                                                          | CNIP                                                                                               |
| 1952      | Edgar Faure (1) | Joseph Laniel                                                                                      | ministre d'État                                                                                    | CNIP                                                                                               |
| 1952      | Edgar Faure (1) | Pierre Courant                                                                                     | ministre du Budget                                                                                 | CNIP                                                                                               |
| 1952      | Edgar Faure (1) | Antoine Pinay                                                                                      | ministre des Travaux publics, des Transports et du Tourisme                                        | CNIP                                                                                               |
| 1952      | Edgar Faure (1) | Camille Laurens                                                                                    | ministre de l'Agriculture                                                                          | CNIP                                                                                               |
| 1952      | Edgar Faure (1) | Louis Jacquinot                                                                                    | ministre de la France d'Outre-mer                                                                  | CNIP                                                                                               |
| 1952      | Edgar Faure (1) | Emmanuel Temple                                                                                    | ministre des Anciens combattants et des Victimes de guerre                                         | CNIP                                                                                               |
| 1952      | Edgar Faure (1) | Paul Ribeyre                                                                                       | ministre de la Santé publique et de la Population                                                  | CNIP                                                                                               |
| 1952      | Edgar Faure (1) | Roger Duchet                                                                                       | ministre des Postes, Télégraphes et Téléphones                                                     | CNIP                                                                                               |
| 1952      | Edgar Faure (1) | Raymond Marcellin                                                                                  | secrétaire d'État à la présidence du Conseil                                                       | CNIP                                                                                               |
| 1952      | Edgar Faure (1) | Jacques Gavini                                                                                     | secrétaire d'État à la Marine                                                                      | CNIP                                                                                               |
| 1952      | Edgar Faure (1) | Pierre Montel                                                                                      | secrétaire d'État à l'Air                                                                          | CNIP                                                                                               |
| 1952      | Edgar Faure (1) | Jean Sourbet                                                                                       | secrétaire d'État à l'Agriculture                                                                  | CNIP                                                                                               |
| 1952      | Antoine Pinay | Antoine Pinay                                                                                      | président du Conseil et ministre des Finances et des Affaires économiques                          | CNIP                                                                                               |
| 1952      | Antoine Pinay | Camille Laurens                                                                                    | ministre de l'Agriculture                                                                          | CNIP                                                                                               |
| 1952      | Antoine Pinay | Pierre Garet                                                                                       | ministre du Travail et de la Sécurité sociale                                                      | CNIP                                                                                               |
| 1952      | Antoine Pinay | Emmanuel Temple                                                                                    | ministre des Anciens combattants et des Victimes de guerre                                         | CNIP                                                                                               |
| 1952      | Antoine Pinay | Roger Duchet                                                                                       | ministre des Postes, Télégraphes et Téléphones                                                     | CNIP                                                                                               |
| 1952      | Antoine Pinay | Raymond Marcellin                                                                                  | secrétaire d'État à la présidence du Conseil                                                       | CNIP                                                                                               |
| 1952      | Antoine Pinay | Guy Petit                                                                                          | secrétaire d'État à la présidence du Conseil                                                       | CNIP                                                                                               |
| 1952      | Antoine Pinay | Jean Moreau                                                                                        | secrétaire d'État au Budget                                                                        | CNIP                                                                                               |
| 1952      | Antoine Pinay | Jacques Gavini                                                                                     | secrétaire d'État à la Marine                                                                      | CNIP                                                                                               |
| 1952      | Antoine Pinay | Pierre Montel                                                                                      | secrétaire d'État à l'Air                                                                          | CNIP                                                                                               |
| 1953      | René Mayer | Paul Ribeyre puis Guy Petit                                                                        | ministre du Commerce                                                                               | CNIP                                                                                               |
| 1953      | René Mayer | Camille Laurens                                                                                    | ministre de l'Agriculture                                                                          | CNIP                                                                                               |
| 1953      | René Mayer | Louis Jacquinot                                                                                    | ministre de la France d'Outre-mer                                                                  | CNIP                                                                                               |
| 1953      | René Mayer | Pierre Courant                                                                                     | ministre de la Reconstruction et de l’Urbanisme                                                    | CNIP                                                                                               |
| 1953      | René Mayer | Henry Bergasse                                                                                     | ministre des Anciens combattants et des Victimes de guerre                                         | CNIP                                                                                               |
| 1953      | René Mayer | André Boutemy puis Paul Ribeyre                                                                    | ministre de la Santé publique et de la Population                                                  | CNIP                                                                                               |
| 1953      | René Mayer | Roger Duchet                                                                                       | ministre des Postes, Télégraphes et Téléphones                                                     | CNIP                                                                                               |
| 1953      | René Mayer | Jacques Gavini                                                                                     | secrétaire d'État à la Marine                                                                      | CNIP                                                                                               |
| 1953      | René Mayer | Pierre Montel                                                                                      | secrétaire d'État à l'Air                                                                          | CNIP                                                                                               |
| 1953      | René Mayer | Jules Ramarony                                                                                     | secrétaire d'État à la Marine marchande                                                            | CNIP                                                                                               |
| 1953-1954 | Joseph Laniel (1) | Joseph Laniel                                                                                      | président du Conseil                                                                               | CNIP                                                                                               |
| 1953-1954 | Joseph Laniel (1) | Paul Reynaud                                                                                       | vice-président du Conseil                                                                          | CNIP                                                                                               |
| 1953-1954 | Joseph Laniel (1) | Paul Ribeyre                                                                                       | ministre de la Justice                                                                             | CNIP                                                                                               |
| 1953-1954 | Joseph Laniel (1) | Jacques Chastellain                                                                                | ministre des Travaux publics, des Transports et du Tourisme                                        | CNIP                                                                                               |
| 1953-1954 | Joseph Laniel (1) | Louis Jacquinot                                                                                    | ministre de la France d'Outre-mer                                                                  | CNIP                                                                                               |
| 1953-1954 | Joseph Laniel (1) | André Mutter                                                                                       | ministre des Anciens combattants et des Victimes de guerre                                         | CNIP                                                                                               |
| 1953-1954 | Joseph Laniel (1) | Pierre Ferri                                                                                       | ministre des Postes, Télégraphes et Téléphones                                                     | CNIP                                                                                               |
| 1953-1954 | Joseph Laniel (1) | Jacques Gavini                                                                                     | secrétaire d'État à la Marine                                                                      | CNIP                                                                                               |
| 1953-1954 | Joseph Laniel (1) | Louis-Winde Christiaens                                                                            | secrétaire d'État aux Forces armées et à l'Air                                                     | CNIP                                                                                               |
| 1953-1954 | Joseph Laniel (1) | Jules Ramarony                                                                                     | secrétaire d'État à la Marine marchande                                                            | CNIP                                                                                               |
| 1953-1954 | Joseph Laniel (1) | Philippe Olmi                                                                                      | secrétaire d'État à l'Agriculture                                                                  | CNIP                                                                                               |
| 1953-1954 | Joseph Laniel (1) | François Schleiter                                                                                 | secrétaire d'État à la France d'Outre-mer                                                          | CNIP                                                                                               |
| 1954      | 16 janvier 1954 : début du mandat de René Coty (CNIP) à la présidence de la République                                 | 16 janvier 1954 : début du mandat de René Coty (CNIP) à la présidence de la République             | 16 janvier 1954 : début du mandat de René Coty (CNIP) à la présidence de la République             | 16 janvier 1954 : début du mandat de René Coty (CNIP) à la présidence de la République             |
| 1954      | Joseph Laniel (2) | Joseph Laniel                                                                                      | président du Conseil                                                                               | CNIP                                                                                               |
| 1954      | Joseph Laniel (2) | Paul Reynaud                                                                                       | vice-président du Conseil                                                                          | CNIP                                                                                               |
| 1954      | Joseph Laniel (2) | Paul Ribeyre                                                                                       | ministre de la Justice                                                                             | CNIP                                                                                               |
| 1954      | Joseph Laniel (2) | Jacques Chastellain                                                                                | ministre des Travaux publics, des Transports et du Tourisme                                        | CNIP                                                                                               |
| 1954      | Joseph Laniel (2) | Louis Jacquinot                                                                                    | ministre de la France d'Outre-mer                                                                  | CNIP                                                                                               |
| 1954      | Joseph Laniel (2) | André Mutter                                                                                       | ministre des Anciens combattants et des Victimes de guerre                                         | CNIP                                                                                               |
| 1954      | Joseph Laniel (2) | Pierre Ferri                                                                                       | ministre des Postes, Télégraphes et Téléphones                                                     | CNIP                                                                                               |
| 1954      | Joseph Laniel (2) | Édouard Frédéric-Dupont                                                                            | ministre chargé des Relations avec les pays associés                                               | CNIP                                                                                               |
| 1954      | Joseph Laniel (2) | Jacques Gavini                                                                                     | secrétaire d'État à la Marine                                                                      | CNIP                                                                                               |
| 1954      | Joseph Laniel (2) | Louis-Winde Christiaens                                                                            | secrétaire d'État aux Forces armées et à l'Air                                                     | CNIP                                                                                               |
| 1954      | Joseph Laniel (2) | Jules Ramarony                                                                                     | secrétaire d'État à la Marine marchande                                                            | CNIP                                                                                               |
| 1954      | Joseph Laniel (2) | Philippe Olmi                                                                                      | secrétaire d'État à l'Agriculture                                                                  | CNIP                                                                                               |
| 1954      | Joseph Laniel (2) | François Schleiter                                                                                 | secrétaire d'État à la France d'Outre-mer                                                          | CNIP                                                                                               |
| 1954-1955 | Pierre Mendès France                                                                                                   | Jean Michel Guérin du Boscq de Beaumont                                                            | ministre d'État                                                                                    | CNIP                                                                                               |
| 1954-1955 | Pierre Mendès France                                                                                                   | André Bettencourt                                                                                  | secrétaire d'État à la présidence du Conseil                                                       | CNIP                                                                                               |
| 1954-1955 | Pierre Mendès France                                                                                                   | André Moynet                                                                                       | secrétaire d'État à la présidence du Conseil                                                       | CNIP                                                                                               |
| 1954-1955 | Pierre Mendès France                                                                                                   | Jean-Michel Guérin de Beaumont puis Roland de Moustier                                             | secrétaire d'État aux Affaires étrangères                                                          | CNIP                                                                                               |
| 1954-1955 | Pierre Mendès France                                                                                                   | Philippe Monin                                                                                     | secrétaire d'État au Commerce                                                                      | CNIP                                                                                               |
| 1954-1955 | Pierre Mendès France                                                                                                   | Jean Raffarin                                                                                      | secrétaire d'État à l'Agriculture                                                                  | CNIP                                                                                               |
| 1955-1956 | Edgar Faure (2) | Antoine Pinay                                                                                      | ministre des Affaires étrangères                                                                   | CNIP                                                                                               |
| 1955-1956 | Edgar Faure (2) | Roger Duchet                                                                                       | ministre de la Reconstruction et du Logement                                                       | CNIP                                                                                               |
| 1955-1956 | Edgar Faure (2) | Jean Chamant                                                                                       | secrétaire d'État aux Affaires étrangères                                                          | CNIP                                                                                               |
| 1955-1956 | Edgar Faure (2) | Jean Crouzier                                                                                      | secrétaire d'État à la Défense nationale et aux Forces armées                                      | CNIP                                                                                               |
| 1956      | 16 janvier 1956 : début de la IIIe législature                                                                         | 16 janvier 1956 : début de la IIIe législature                                                     | 16 janvier 1956 : début de la IIIe législature                                                     | 16 janvier 1956 : début de la IIIe législature                                                     |
| 1956-1957 | NB : en 1957, aucun ministre CNIP au sein des gouvernements Guy Mollet et Maurice Bourgès-Maunoury                     | NB : en 1957, aucun ministre CNIP au sein des gouvernements Guy Mollet et Maurice Bourgès-Maunoury | NB : en 1957, aucun ministre CNIP au sein des gouvernements Guy Mollet et Maurice Bourgès-Maunoury | NB : en 1957, aucun ministre CNIP au sein des gouvernements Guy Mollet et Maurice Bourgès-Maunoury |
| 1956-1957 | (Pinay nommé le 17/10, chute avec son gouvernement, non investi le 18/10)                                              | Antoine Pinay                                                                                      | président du Conseil                                                                               | CNIP                                                                                               |
| 1957-1958 | Félix Gaillard | Paul Ribeyre                                                                                       | ministre de l'Industrie et du Commerce                                                             | CNIP                                                                                               |
| 1957-1958 | Félix Gaillard | Roland Boscary-Monsservin                                                                          | ministre de l'Agriculture                                                                          | CNIP                                                                                               |
| 1957-1958 | Félix Gaillard | Raymond Marcellin                                                                                  | secrétaire d'État à la Fonction publique et à la Réforme administrative                            | CNIP                                                                                               |
| 1957-1958 | Félix Gaillard | Louis-Winde Christiaens                                                                            | secrétaire d'État aux Forces armées (Air)                                                          | CNIP                                                                                               |
| 1957-1958 | Félix Gaillard | François Schleiter                                                                                 | secrétaire d'État au Commerce                                                                      | CNIP                                                                                               |
| 1958      | Pierre Pflimlin | André Mutter                                                                                       | ministre de l'Algérie                                                                              | CNIP                                                                                               |
| 1958      | Pierre Pflimlin | Paul Ribeyre                                                                                       | ministre de l'Industrie et du Commerce                                                             | CNIP                                                                                               |
| 1958      | Pierre Pflimlin | Roland Boscary-Monsservin                                                                          | ministre de l'Agriculture                                                                          | CNIP                                                                                               |
| 1958      | Pierre Pflimlin | Pierre Garet                                                                                       | ministre de la Reconstruction et du Logement                                                       | CNIP                                                                                               |
| 1958      | Charles de Gaulle (3)                                                                                                  | Louis Jacquinot                                                                                    | ministre d'État                                                                                    | CNIP                                                                                               |
| 1958      | Charles de Gaulle (3)                                                                                                  | Antoine Pinay                                                                                      | ministre des Finances, puis ministre des Finances et des Affaires économiques                      | CNIP                                                                                               |
| 1958      | Charles de Gaulle (3)                                                                                                  | Roger Houdet                                                                                       | ministre de l'Agriculture                                                                          | CNIP                                                                                               |

Après le changement de constitution, le CNIP obtient 117 sièges (13,7 % des suffrages) aux élections législatives de novembre 1958, sous l'appellation Indépendants et paysans d'action sociale (IPAS), devenant la principale formation de la majorité présidentielle après l'UNR. Au sein du groupe siègent notamment deux futurs candidats à l’élection présidentielle : Valéry Giscard d’Estaing et Jean-Marie Le Pen. Antoine Pinay, ministre des Finances, réussit la réforme monétaire de décembre 1959 (nouveau franc).
| Année     | Gouvernement | Ministre | Fonctions | Affiliation politique |
| --------- | --- | --- | --- | --- |
| 1958      | 9 décembre 1958 : Début de la Ire législature | 9 décembre 1958 : Début de la Ire législature | 9 décembre 1958 : Début de la Ire législature | 9 décembre 1958 : Début de la Ire législature |

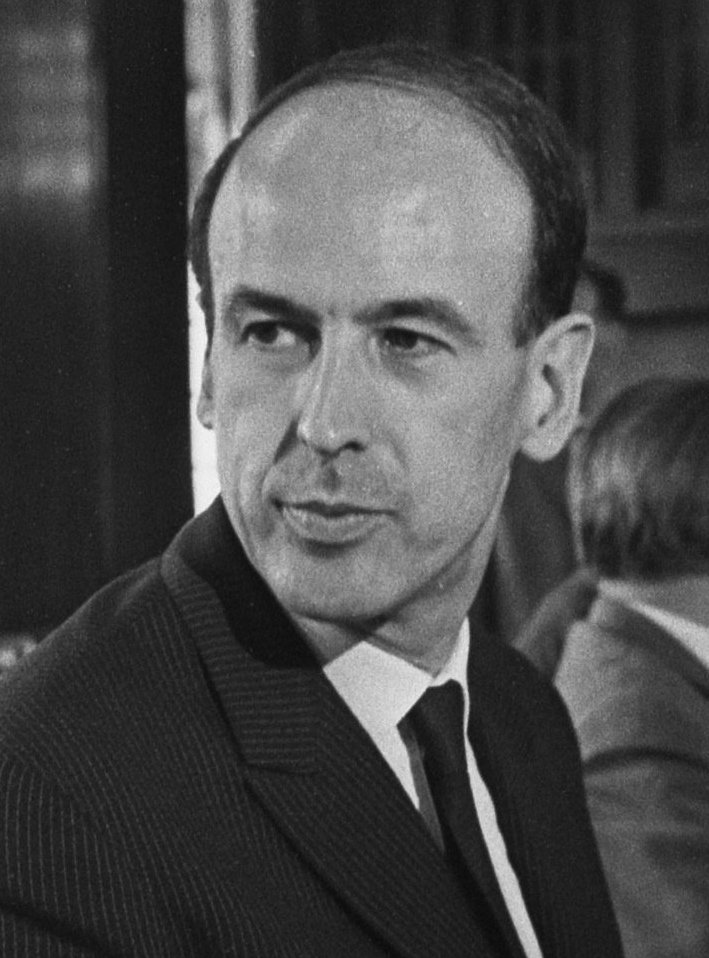
Valéry Giscard d'Estaing devient la figure montante du CNIP à la faveur du retour du général de Gaulle au pouvoir dont il deviendra le chef de file des soutiens parmi les indépendants, en menant la scission des Républicains indépendants.

| 1959-1962 | Michel Debré | Louis Jacquinot | ministre d'État puis ministre d'État chargé du Sahara, des Territoires et départements d'outre-mer (à partir du 24 août 1961)                                                           | CNIP |
| 1959-1962 | Michel Debré | Antoine Pinay (démission le 13 janvier 1960) puis Valéry Giscard d'Estaing (à partir du 18 janvier 1962)                                                                                | ministre des Finances et des Affaires économiques | CNIP |
| 1959-1962 | Michel Debré | Roger Houdet (8 janvier - 28 mai 1959) puis Henri Rochereau (28 mai 1959 – 24 août 1961)                                                                                                | ministre de l'Agriculture | CNIP |
| 1959-1962 | Michel Debré | Max Fléchet (démission le 19 janvier 1960) | secrétaire d’État aux Affaires économiques (jusqu'au 17 novembre 1959)puis secrétaire d’État aux Affaires économiques extérieures                                                       | CNIP |
| 1959-1962 | Michel Debré | Valéry Giscard d'Estaing | secrétaire d'État aux Finances (jusqu'au 18 janvier 1962) | CNIP |
| 1959-1962 | Michel Debré | Jean de Broglie (à partir du 24 août 1961) | secrétaire d'État, chargé du Sahara, des départements et territoires d'outre-mer | CNIP |
| 1962      | Georges Pompidou (1) | Louis Jacquinot | ministre d'État chargé du Départements d'outre-mer | CNIP |
| 1962      | Georges Pompidou (1) | Valéry Giscard d'Estaing | ministre des Finances et des Affaires économiques | CNIP |
| 1962      | Georges Pompidou (1) | Raymond Marcellin (à partir du 15 mai 1962) | ministre de la Santé publique et de la Population | CNIP |
| 1962      | Georges Pompidou (1) | Jean de Broglie | secrétaire d'État chargé de la Fonction publique | CNIP |
| 1962      | 5 octobre 1962 : vote de la censure du gouvernement par l'Assemblée nationale, dissoute par le président de la République le 10 octobre                                                 | | | |
| 1962      | 18 et 25 novembre 1962 . élections législatives. Les CNIP soutenant le président de la République fondent le groupe des Républicains indépendants.                                      | | | |
| 1962-1966 | Georges Pompidou (2) | Valéry Giscard d'Estaing | ministre des Finances et des Affaires économiques | RI |
| 1962-1966 | Georges Pompidou (2) | Raymond Marcellin | ministre de la Santé publique et de la Population | RI |
| 1962-1966 | Georges Pompidou (2) | Jean de Broglie | secrétaire d'État chargé des Affaires algériennes | RI |
| 1966      | Le 1er juin 1966, le Comité d'études et de liaison des RI rompt définitivement avec le CNIP en se constituant en parti politique « Fédération nationale des républicains indépendants » | Le 1er juin 1966, le Comité d'études et de liaison des RI rompt définitivement avec le CNIP en se constituant en parti politique « Fédération nationale des républicains indépendants » | Le 1er juin 1966, le Comité d'études et de liaison des RI rompt définitivement avec le CNIP en se constituant en parti politique « Fédération nationale des républicains indépendants » | Le 1er juin 1966, le Comité d'études et de liaison des RI rompt définitivement avec le CNIP en se constituant en parti politique « Fédération nationale des républicains indépendants » |

#### Un fort ancrage territorial
En 1959, le CNIP contrôle l'exécutif de 29 des 90 présidences de conseils généraux, du quart des villes préfectures dont Paris, Montpellier, Metz, Dijon, Nantes, Pau, Rouen, Vichy, Troyes, Versailles ainsi que de villes comme Beaune, Saint-Chamond, Lourdes ou Verdun.

### Départ des Républicains indépendants, déclin et marginalisation (années 1960-1970)
Selon Laurent de Boissieu, la rupture entre les indépendants et les gaullistes se fonde principalement sur trois points : l'Algérie française, le libéralisme économique et les institutions. Concernant l'Algérie, le CNIP n'adhère pas à l'évolution de la question vers un processus d'autodétermination. Le parti ne donne d'ailleurs pas de consignes de vote pour les référendums de janvier 1961 et d'avril 1962,. D'autre part, la politique économique libérale souhaitée par les indépendants se heurterait à l’interventionnisme gaulliste. Pinay quitte ainsi le gouvernement Debré en janvier 1960.

#### Division sur les questions algériennes et le soutien à de Gaulle
En 1960, deux motions présentées au Congrès national du parti s'opposent sur la question algérienne. L'une pour le maintien de l'Algérie au sein de la République française et contre l'organisation d'un référendum sur l'autodétermination, présentée par Henry Bergasse, Raymond Pinchard, et François Valentin. La seconde, favorable à l'application du processus d'autodétermination permettant aux habitants d'Algérie de choisir entre leur intégration totale à la République, l'association et indépendance, défendue par Raymond Mondon, Aimé Paquet, Jean de Broglie et Pierre Courant.
Ces oppositions s'atténuent durant l'année 1961 et conduisent, au congrès du parti de 1962, à l'adoption unanime d'une motion s'opposant à la politique algérienne du président de la République. Cependant, en mars 1962, Jean de Broglie, secrétaire d'État, est l'un des négociateurs et signataires des accords d'Évian.
Finalement, le 5 octobre 1962, 109 députés CNIP sur 121 refusent la confiance au gouvernement Georges Pompidou. Une partie d'entre-eux étaient pourtant réputés favorables au gouvernement. Les indépendants se séparent ainsi de la majorité gouvernementale sur la question de la réforme constitutionnelle instituant l'élection du président de la République au suffrage universel direct.

#### Revers aux législatives de 1962
Cette rupture et le passage des indépendants dans l'opposition marque le début d'un rapide et profond déclin. Le CNIP investit 101 députés sortants aux législatives de 1962 sans chercher à sanctionner les minoritaires favorables au gouvernement. Cependant, le 23 octobre, 24 députés CNIP réunis autour des trois ministres du parti, annoncent qu'ils le quittent pour rester dans la majorité aux côtés des gaullistes. Entre les deux tours, ils annoncent la création d'un « rassemblement des républicains indépendants ».
Au terme des élections, le CNIP subit un revers important : 9,6 % (-4,1) des suffrages au 1er tour – 7,3 % (-6,4) hors futurs RI ; 29 (-103) des candidats qu'il a investi sont élus au deuxième tour, dont seulement quatre nouveaux. L'électorat de droite modérée du CNIP s'est massivement porté sur les candidats gaullistes. 17 députés CNIP participent à la fondation du groupe des Républicains indépendants autour de Valéry Giscard d'Estaing, Raymond Mondon, Louis Jacquinot, Jean de Broglie et Raymond Marcellin, favorables à la réforme constitutionnelle et à la poursuite de l’alliance avec les gaullistes de l'UNR-UDT. Le groupe IPAS du CNIP disparaît, les quelques députés indépendants ne ralliant par les RI ayant fait le choix de siéger dans d'autres groupes ou en tant que non-inscrits.
Cependant, VGE échoue à convaincre ses collègues députés à fonder un parti politique prolongeant le groupe RI et à rallier les sénateurs indépendants auxquels il avait écrit en janvier 1963. Parallèlement, Antoine Pinay réaffirme début 1963 sa fidélité au CNIP, soutient sa relance et le rapprochement avec les centristes engagé par Pierre Baudis (député CNIP siégeant pourtant au sein des RI) en avril avec la création d'un « Comité de liaison des démocrates » avec des représentants du MRP et du Parti radical.

#### Renoncement de Pinay en 1965
En 1965, Antoine Pinay est pressenti pour être candidat fédérateur de la droite non gaulliste à la présidentielle, mais y aurait renoncé pour éviter d'être impliqué dans l'affaire des ballets roses ou que soient révélés ses liens avec le réseau Gehlen. Le CNIP apporte son soutien à Jean Lecanuet mais l'électorat potentiel de Pinay se partage aussi entre Tixier-Vignancourt (dont Raymond Bourgine qui participera à la fondation de l'Alliance républicaine pour les libertés et le progrès) et de Gaulle (soutenu par les Républicains indépendants).
En 1966, le CNIP participe à la création, avec des membres du MRP et des radicaux, du Centre démocrate (CD), lancé par Jean Lecanuet après le succès de sa campagne présidentielle de 1965. La même année, n'ayant pas été reconduit au sein du gouvernement, VGE structure les Républicains indépendants en parti politique (FNRI). Le CNIP quitte le CD dès 1967. Pour les législatives de 1967 et 1968, le CNIP ne constitue qu'une force mineure au sein du groupe parlementaire de Progrès et démocratie moderne.

#### Marginalisation et écartèlement entre RPR et UDF
Dès lors, le parti ne joue plus de rôle significatif et se retrouve à la marge, qui plus est constamment divisés entre partisans d'une alliance avec les partis gaullistes, ceux privilégiant l'union avec les giscardiens et ceux cherchant une troisième voie avec les centristes (qui seront concomitamment eux-mêmes alliés des gaullistes puis des giscardiens). De fait, les indépendants n'ont ensuite plus qu’un rôle d’appoint aux formations politiques dominant la droite et le centre-droit (UDR, RPR, UDF…)
En 1979, le parti se divise lors des élections européennes entre la liste « Union de défense interprofessionnelle pour une France indépendante dans une Europe solidaire » menée par l'un de ses membres, Philippe Malaud et soutenu par Pierre Poujade et l'UDCA, la liste « Union pour la France en Europe » menée par Simone Veil sur laquelle sera élu Olivier d'Ormesson et celle du RPR de Jacques Chirac où figurent deux candidats CNIP (Michel Junot et Magdeleine Anglade).
En 1980, le parti n'a plus de positionnement lisible, ses dix députés élus en 1978 siégeant aussi bien aux côtés des giscardiens (4), des chiraquiens (2) qu'en tant que non inscrits (4) ,. Au Sénat, son groupe « Républicains indépendants et d'action sociale », passant de 16 à 12 membres, ne peut être maintenu après les élections sénatoriales de septembre. Son secrétaire général, Maurice Ligot, ancien ministre des gouvernements de Raymond Barre, évoque « un désastre » et estime le parti « en crise ».
En 1981, une majorité du CNIP soutient la candidature de Jacques Chirac, une minorité celle de Valéry Giscard d'Estaing à l'élection présidentielle. Aux élections législatives, le parti voit élire cinq de ses membres, deux siégeant au groupe UDF, deux au sein de celui du RPR. Maurice Ligot est exclu du parti et rejoint pleinement l'UDF dans le groupe de laquelle il siégeait déjà.

### Une «passerelle» entre le Front national et la droite (1980-1987)
La première tentative pour faire du CNIP la « passerelle » entre la droite parlementaire et le Front national (fondé en 1972) suit son émergence électorale au début des années 1980.
En 1980, Philippe Malaud, ancien ministre RI rallié au CNIP en 1976, prend la présidence du parti et défend par la suite une ligne « pas d'ennemis à droite » positionnant le parti en allié potentiel tant du duopole RPR-UDF que du FN de Jean-Marie Le Pen. Des personnalités en dissidence du Parti des forces nouvelles (formation d'extrême droite néofasciste issue d'Ordre nouveau), comme Hervé Novelli ou Alain Robert, fondateur du FN, rejoignent le CNIP en 1981. Cependant, des membres du CNIP, comme Olivier d'Ormesson en 1984, le quitteront également pour rejoindre le FN.
Cette stratégie n'est néanmoins pas une exclusivité du CNIP. De 1985 à 1988, le Front national a noué des alliances (voir article détaillé) ou soutenu plusieurs élus ou candidats de la droite et du centre membres du RPR ou de l'UDF. La position d'ouverture au FN ne vaudra d'ailleurs pas au CNIP d'être ostracisé par les autres partis de droite qui concluent avec lui une alliance en vue des législatives de 1986.
Cela se traduit aux législatives de 1986 par la présence de membres du CNIP sur les listes d'unions RPR-UDF (3 seront élus) et par la constitution de listes communes CNIP-FN dans trois départements (Paris, l'Essonne et le Val-d'Oise), grâce auxquelles le parti obtiendra 3 autres élus. Cette stratégie est contestée par plusieurs indépendants, comme Raymond Bourgine, Jean Kiffer et Michel Junot, qui quittent le mouvement. Une partie fondera l'Union nationale indépendante de la République (UNIR). Le secrétaire général du mouvement, Yvon Briant, membre du RPR qui a rejoint le CNIP après les municipales de 1983, illustre cette transition de la droite vers l'extrême droite en étant élu député sur une liste « Front national-Rassemblement national » mais aussi la brièveté de cette période, en ce qu'il ne siégera que quelques mois au sein du groupe parlementaire FN avant d'en être exclu (juillet 1986).
En 1987, à la suite des propos de Jean-Marie Le Pen sur les chambres à gaz, le parti se divise à nouveau sur sa stratégie. Philippe Malaud quitte le CNIP et fonde l'éphémère Fédération nationale des indépendants (FNI) pour maintenir sa ligne d'ouverture à l'extrême droite. Jacques Féron, maire du 19e arrondissement de Paris depuis 1983, allié au RPR, lui succède à la tête du CNIP avec le soutien d'Yvon Briant. Cependant, le CNIP restera un lieu de transition, principalement en sens inverse, du FN vers la droite traditionnelle.

### Dans la mouvance du RPR et de l'UDF (1988-1996)
En 1988, le CNIP obtient deux élus aux législatives, François d'Harcourt et Édouard Frédéric-Dupont, avec le soutien du RPR et de l'UDF. Pour les élections européennes de juin 1989, le CNIP prend part à la liste RPR-UDF menée par Valéry Giscard d'Estaing, Yvon Briant est élu député européen et prend la présidence du parti. En 1989, Olivier d'Ormesson (parti du FN dès 1987) revient au CNIP avec plusieurs membres du FN qui l'ont quitté en 1988 à la suite du calembour « Durafour-crématoire ». Enfin, en 1992, Philippe Malaud et les membres de la FNI font leur retour au sein du CNIP.
À la suite du décès d'Yvon Briant, Jean-Antoine Giansily, militant au CNIP depuis 1978, ancien membre du Club de l'horloge mais qui s'était opposé aux alliances avec le FN en 1987, lui succède. Il entend repositionner le CNIP au centre-droit de l'échiquier politique.

### Échec de La Droite indépendante (1997)
En 1996, Olivier d'Ormesson devient président du CNIP et engage un rapprochement avec le MPF de Philippe de Villiers. Jean-Antoine Giansily quitte le CNIP et fonde fonde le « Mouvement des indépendants pour la majorité présidentielle » avant de rejoindre le RPR.
L'alliance CNI-MPF se traduit par des candidatures communes aux élections législatives de 1997, sous l'étiquette La Droite indépendante (LDI), dont 90 membres du CNIP. Aucun candidat du CNIP n'est élu, malgré le soutien apporté par le Front national au sortant CNIP Lucien Brenot en Côte-d'Or.
En 1998, le CNIP change à nouveau de direction nationale (Jean Perrin devient président et Annick du Roscoät secrétaire générale) et fusionne avec deux petites formations : le Parti pour la liberté (droite libérale-conservatrice) et le Parti national républicain (d'extrême droite, fondé par Roland Hélie, Jean-François Touzé) sans toutefois changer de nom. Il revient cependant à des alliances classiques avec la droite pour les régionales.
En 1999, Gérard Bourgoin, maire de Chailley et conseiller général de l'Yonne et industriel surnommé le « roi du poulet » est élu président du CNIP, fonction qu'il quittera l'année suivante, durant laquelle son groupe déposera par ailleurs son bilan et sera démantelé. Annick du Roscoät, qui s'est engagée au CNIP dans le sillage de Raymond Bourgine, lui succ̠ède à la présidence du CNIP.

### Intégration à l'UMP (2002-2008)
Sans représentation parlementaire (aucun élu aux législatives de 2002) et sans personnalité d'envergure nationale, le parti intègre l'UMP, comme personne morale associée, lors de sa fondation en 2002. Annick du Roscoät est candidate sur la liste UMP aux élections européennes de 2004. Le CNIP retrouve alors une relative attractivité avec l'arrivée de plusieurs personnalités comme Philippe Dominati (2002, divers droite, sénateur de Paris), Édouard Leveau (2002, ex-RPR, député-maire de Dieppe), Jérôme Rivière (2002-2007, ex-DL, député des Alpes-Maritimes), Christian Vanneste (2006, ex-RPR, député du Nord), Gilles Bourdouleix (2007, ex-PPDF, député-maire de Cholet), François Lebel (2008, ex-RPR, maire du 8e arrondissement de Paris) ou Hubert Fayard (ex-MNR, conseiller régional de PACA),.
Le candidat proposé par le CNIP à l'élection présidentielle de 2007 fut Jean-Michel Jardry, alors vice-président du CNIP. Il a annoncé son soutien à Nicolas Sarkozy à la suite d'un Conseil national et d'un vote des adhérents le 17 février 2007 (57 % en faveur de Nicolas Sarkozy, 16 % pour François Bayrou, 12 % pour Philippe de Villiers et 5 % pour Jean-Marie Le Pen). Jean-Michel Jardry se retire ainsi de la course à la présidence de la République.
À l'issue des élections législatives de 2007, le CNIP conserve deux sièges de députés : Gilles Bourdouleix et Christian Vanneste.

### Départ de l'UMP (2008), fondation de l'UDI (2013) et retour à l'indépendance et aux alliances à droite
Le conseil national du CNIP a décidé le 7 juin 2008 de « reprendre son entière indépendance vis-à-vis de l’UMP », dont il était membre fondateur, et annoncé son intention « de présenter ses propres listes aux élections européennes ».
Le 4 mars 2009, le CNIP a présenté ses deux premières têtes de liste aux élections européennes de juin 2009, dans les circonscriptions suivantes : l'Île-de-France (Annick du Roscoät) et l'Outre-mer (Daniel Mugerin). Faute d'accord électoral avec l'UMP, il présente des listes dans cinq circonscriptions. Il obtient 11 700 voix en Île-de-France et 2,65 % des suffrages en Guyane, seuls endroits où le CNIP avait finalement déposé des bulletins. À l'occasion des élections cantonales de mars 2011 il obtient en moyenne 8,02 % des suffrages[réf. nécessaire].
Annick du Roscoät, présidente du CNIP depuis 2000, est remplacée par Gilles Bourdouleix, député et maire de Cholet, ancien fief de Maurice Ligot, le 24 octobre 2009.
Lors des élections régionales de 2010, le CNIP fait alliance avec Debout la République de Nicolas Dupont-Aignan dans plusieurs régions. En Languedoc-Roussillon et dans certaines autres régions, il soutient des candidats divers droite comme Christian Jeanjean. En Vendée, le CNIP participe à la liste de la majorité présidentielle avec l'UMP et le MPF. Dans le Nord-Pas-de-Calais, le président du CNIP du Pas-de-Calais présente sa propre liste.
Après avoir initialement refusé d'adhérer au Comité de liaison de la majorité présidentielle à cause de la place accordée à des partis de centre gauche comme La Gauche moderne et Les Progressistes, le CNIP a finalement rejoint le Comité de liaison en novembre 2010. En novembre 2010, le CNIP a entamé un rapprochement avec La Droite libre, mouvement libéral-conservateur. En avril 2011, il a fait de même avec le Parti chrétien-démocrate de Christine Boutin.
Finalement, à la suite de négociations conduites notamment par Jérôme Besnard, Gilles Bourdouleix annonce que son parti entame des négociations avec L'Alliance républicaine, écologiste et sociale, lancée par Jean-Louis Borloo. Ces négociations n'aboutiront pas mais cette annonce provoque un violent désaccord entre la présidente d'honneur, Annick du Roscoät, qui souhaite garder la ligne droite et conservatrice du parti, et son président, Gilles Bourdouleix, dont le but est de repositionner le CNIP au centre droit, sa place historique selon lui[réf. nécessaire].
Le 20 juin 2012, Gilles Bourdouleix rejoint le groupe UDI à l'Assemblée nationale. Le 19 septembre 2012, le CNIP annonce qu'il rejoint l'Union des démocrates et indépendants. Le 27 juillet 2013, Gilles Bourdouleix démissionne du parti de Jean-Louis Borloo à la suite de propos controversés au sujet des gens de voyages. Le 10 septembre 2013, le bureau exécutif de l'Union des démocrates et indépendants décide d'en exclure le CNIP, à la suite de la démission de Gilles Bourdouleix et du soutien unanime que le bureau politique du CNIP avait alors accordé à ce dernier dans l'affaire des propos qu'il aurait tenus au sujet des gens du voyage.
Lors des élections régionales de 2015, Daniel Philippot, président de la fédération des Alpes-Maritimes et secrétaire national du parti, rallie la liste Front national. La direction du parti n'avait auparavant pas donné de consigné de vote, regrettant que Les Républicains accordent trop de place au centre (UDI et MoDem). Dans le même temps le président du CNIP, Gilles Bourdouleix, qui se dit opposé à l'idée de tout rapprochement avec le Front national, démissionne.
Néanmoins, le parti remporte deux élues lors de ces élections : Irène Peucelle, élue dans le Nord sur la liste de Xavier Bertrand et Myriam Garreau, élue sur la liste vendéenne de Bruno Retailleau en Pays de la Loire. Elles siègent toutes deux comme apparentées aux groupes Les Républicains.
Le 30 janvier 2016, Bruno North, à qui s'était opposé Gilles Bourdouleix, est élu président du parti avec 91 % des voix.
Le 3 mai 2016, le bureau politique des Républicains accepte que le CNIP participe à la primaire de la droite et du centre de novembre 2016. Ils choisissent finalement de soutenir Nicolas Sarkozy pour la primaire des Républicains.

### Soutien à Marine Le Pen et tentative de rapprochement avec DLF (2017-2022)
Dans l'entre-deux-tours de l'élection présidentielle de 2017 qui oppose Marine Le Pen à Emmanuel Macron, le parti ne donne pas de consigne de vote, précisant qu'« il est exclu que le CNIP appelle à voter en faveur de la candidature d’Emmanuel Macron ». Son président Bruno North est remercié de son soutien à la présidentielle lors de la réunion du 1er mai de Marine Le Pen. Aux élections législatives, le CNIP soutient aussi bien des candidats FN comme Jérôme Rivière, LR comme Claude Goasguen ou l'apparentée FN Emmanuelle Ménard.
Ce « rapprochement » avec le Front national soutenu par la fédération des Alpes-Maritimes est contesté par les responsables des fédérations CNIP du Cantal, de l'Hérault, de l'Aveyron, et de la Gironde, qui le quittent au profit de CPNT en décembre 2017.
En 2018, à la suite de la contestation interne de Marine Le Pen au sein du FN, le CNIP accueille des frontistes en rupture de ban comme le conseiller régional du Grand Est Thierry Gourlot. Il rejoint également « Les Amoureux de la France », éphémère plateforme participative lancée conjointement par Nicolas Dupont-Aignan, Emmanuelle Ménard et Jean-Frédéric Poisson.
Pour les élections régionales de 2021, Bruno North est à la tête de la liste Rassemblement national dans les Ardennes, confirmant le rapprochement entre le RN et le CNIP amorcé plusieurs années auparavant.

### Soutien à Éric Zemmour à l'élection présidentielle de 2022
En janvier 2022, le comité directeur du CNIP vote le soutien d'Éric Zemmour à l'élection présidentielle de 2022 à 71 %, contre 27,5 % pour Marine Le Pen (candidate du Rassemblement National) et 1,45 % pour Valérie Pécresse (candidate des Républicains), confirmant ainsi l'éloignement du parti avec la droite modérée.

## Organisation
Le CNIP est dirigé par un bureau politique[source insuffisante]

### Direction

#### Président d'honneur
- 1953-1994 : Antoine Pinay

#### Secrétaires généraux (1949-1973)
Jusqu'en 1973, le parti était dirigé par un secrétaire général :
- 1949-1961 : Roger Duchet (ex-Rad.) sénateur de la Côte-d'Or, ministre et maire de Beaune (destitué en 1944 pour son soutien au régime de Vichy)
- 1961-1973 : Camille Laurens (ex-Corporation paysanne, ex-PPUS), député du Cantal et ministre

#### Présidents
La fonction de président, créée en 1973, a été assumée par :
- 1973-1975 : François Schleiter, sénateur de la Meuse, ministre et maire de Verdun
- 1975-1979 : Bertrand Motte, (ex-PSF, ex-RPF) député du Nord, président du groupe IPAS à l'Assemblée nationale
- 1979-1980 : direction collégiale (Jacques Fouchier, Maurice Ligot, Raymond Bourgine)
- 1980-1987 : Philippe Malaud, (ex-RI), député de Saône-et-Loire, député européen (RDE), ministre, président du conseil général de Saône-et-Loire
- 1987-1989 : Jacques Féron, député de la Seine (IPAS) puis de Paris (RPR), maire du 19e arrondissement de Paris
- 1990-1992 (†) : Yvon Briant, (ex-RPR), député du Val-d'Oise (FN-RN), député européen (RDE)
- 1992-1996 : Jean-Antoine Giansily, député européen (UPE)
- 1996-1998 : Olivier d'Ormesson (FN de 1984 à 1987), député de Seine-et-Oise (IPAS) puis du Val-de-Marne (FN-RN), député européen (PPE puis GDE)
- 1998-1999 : Jean Perrin, président national de l'UNPI en 2004[44], rejoint le PCD en 2009[45]
- 1999-2000 : Gérard Bourgoin, PDG de BourgoinSA, président de la LNF (2000-2002), président de l'AJA (2011-2013)
- 2000-2009 : Annick du Roscoät, (ex-RPR), conseillère régionale des Pays de la Loire
- 2009-2015 : Gilles Bourdouleix, (ex-PPDF, ex-UMP) député de Maine-et-Loire, maire de Cholet.
- 2016-2025 : Bruno North, conseiller régional de Grand Est[46]
- à partir du 8 février 2025 : non tranché

## Représentation parlementaire
| Législature | PRL | PPUS         | CNIP | FNRI |
| ----------- | --- | ------------ | ---- | ---- |
|             |     |              |      |      |
| 1946-1951   | 38  | 8            | 28   |      |
| 1951-1955   |     | 94           | 94   |      |
| 1956-1958   | 12  | 83           |      |      |
| 1958-1962   | 132 | 132          |      |      |
| 1962-1967   |     | 25           | 36   |      |
| 1967-1968   | 0   | 42           |      |      |
| 1968-1973   | 0   | 61           |      |      |
| 1973-1978   | 0   | 55           |      |      |
| 1978-1981   | 9   | (71 UDF-PR)  |      |      |
| 1981-1986   | 5   | (33 UDF-PR)  |      |      |
| 1986-1988   | 5   | (58 UDF-PR)  |      |      |
| 1988-1993   | 2   | (62 UDF-PR)  |      |      |
| 1993-1997   | 3   | (108 UDF-PR) |      |      |
| 1997-2002   | 0   | (30 DL)      |      |      |
| 2002-2007   | 4   |              |      |      |
| 2007-2012   | 2   |              |      |      |
| 2012-2017   | 1   |              |      |      |
| 2017-2022   | 0   |              |      |      |
| 2022-2024   | 0   |              |      |      |
| 2024-       | 0   |              |      |      |

## Jeunes indépendants et paysans
Les Jeunes indépendants et paysans ou Jeunes CNIP sont l'organisation de jeunesse, fondée dans les années 1950, du CNIP.
Vers la fin des années 1950, beaucoup de ses membres sont issus de l'Union de défense de la jeunesse française (UDJF), organisation de jeunesse, animée par Jean-Marie Le Pen, de l'Union de défense des commerçants et artisans fondée par Pierre Poujade. Durant la Guerre d'Algérie, notamment lors du congrès des Jeunes indépendants et paysans de juillet 1957, des discours y sont résolument « Algérie française ».
En juin 2009, les Jeunes indépendants et paysans condamnent fermement les subventions versées par le Conseil général de la Loire-Atlantique et le Conseil régional des Pays de la Loire au festival de musique Hellfest ayant lieu à Clisson. Son secrétaire général de l'époque, Gonzague de Chantérac (d), dénonce en particulier le fait que des subventions soient versées alors que certains groupes mettent en avant des chansons violentes et antichrétiennes. Dans un communiqué de presse, les Jeunes CNIP indiquent « Alors que les rapports parlementaires se multiplient sur les profanations de tombes, l’univers mental glauque et névrotique du death metal est-il celui que les élus socialistes veulent promouvoir ? ».
En 2012, les JIP deviennent membres des jeunes UDI, puis suivent le CNIP quand celui-ci quitte la confédération centriste en 2013.
En avril 2022, Clément Galante est nommé président national des jeunes du CNIP par Bruno North.  

## Identité visuelle

Ancien logo du CNIP (1991).
Ancien logo du CNIP (1991-2020).
Logo actuel du CNIP (2020-).